# شيفيلد فورجيماسترز

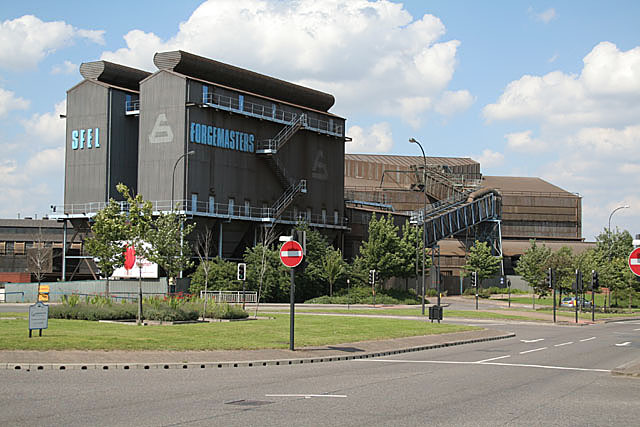
مصنع الصلب لأفران القوس الكهربائي في مجمع شيفيلد فورجماستر في برايتسايد. توجد الأفران في المبنى الخلفي. تقوم المباني الشاهقة في المقدمة بتصفية الغبار والغازات من الأفران.

شيفيلد فورجيماسترز هي شركة هندسية ثقيلة مقرها في شيفيلد ، جنوب يوركشاير ، إنجلترا. وتتخصص الشركة في إنتاج المنتجات الهندسية الثقيلة مثل: المسبوكات والمطروقات الفولاذية الكبيرة حسب الطلب، بالإضافة إلى اللفات والسبائك والقضبان القياسية. تم تأميم الشركة في يوليو 2021، لتصبح مملوكة بالكامل لوزارة الدفاع البريطانية.